# Obywatelski Parlament Seniorów
Obywatelski Parlament Seniorów – polska organizacja przedstawicielska środowisk senioralnych. 

## Inauguracja
Inauguracyjny Obywatelski Parlament Seniorów odbył się w polskim Sejmie 1 października 2015 (Międzynarodowy Dzień Osób Starszych). Udział w nim wzięła m.in. ówczesna premier Ewa Kopacz, a patronatem objęła marszałek Sejmu Małgorzata Kidawa-Błońska. Parlament reprezentował trzy środowiska inicjatywne: Uniwersytety Trzeciego Wieku, Polski Związek Emerytów, Rencistów i Inwalidów oraz gminne rady seniorów.  Parlament Seniorów stanowi etap tworzenia ogólnopolskiej reprezentacji osób starszych, konsolidacji środowisk seniorów oraz budowania relacji partnerskich na linii seniorzy – parlament i rząd. 

## Działalność
Priorytetowe działania OPS to: reprezentacja osób starszych wobec władz publicznych, monitorowanie i ocena rządowych programów senioralnych, formułowanie stanowisk i opinii w sprawach dotyczących ludzi starszych, inicjowanie i wspieranie rozwiązań prawnych, organizacyjnych i finansowych poprawiających sytuację życiową takich osób. Środowiska seniorów, tworząc organizację, pragnęły zwrócić uwagę społeczeństwa na problemy osób starszych w Polsce, jak również przeciwdziałać wszelkim przejawom dyskryminacji ze względu na wiek. Zależy im także na promowaniu aktywności społecznej i obywatelskiej, wolontariatu osób starszych oraz tworzeniu solidarności wewnątrzpokoleniowej i międzypokoleniowej.
Według Deklaracji Programowej III Sesji (2017) podstawowymi wartościami respektowanymi przez OPS są: samorządność, apolityczność i neutralność światopoglądowa. W tej samej deklaracji wyrażono jednocześnie stanowisko w sprawach reformy sądownictwa w Polsce i stosowaniu ustawowej odpowiedzialności zbiorowej wobec pracowników służb mundurowych odnośnie do popełnionych w przeszłości zbrodni komunistycznych. 5 września 2016 Sejmowa Komisja Polityki Senioralnej przegłosowała cofnięcie patronatu merytorycznego nad OPS. Powodem takiej decyzji, według Małgorzaty Zwiercan był brak porozumienia odnośnie do sposobu wyboru delegatów do drugiej edycji Parlamentu.
Przewodniczącą OPS jest Krystyna Lewkowicz (2017). W obradach II Sesji (2016) udział wzięli m.in.: Hanna Gronkiewicz-Waltz, Adam Bodnar, Krzysztof Kwiatkowski, Ewa Kopacz, Barbara Dolniak, Michał Szczerba i Władysław Kosiniak-Kamysz. 